# Eerste Nederlandse Tentoonstelling op Scheepvaartgebied

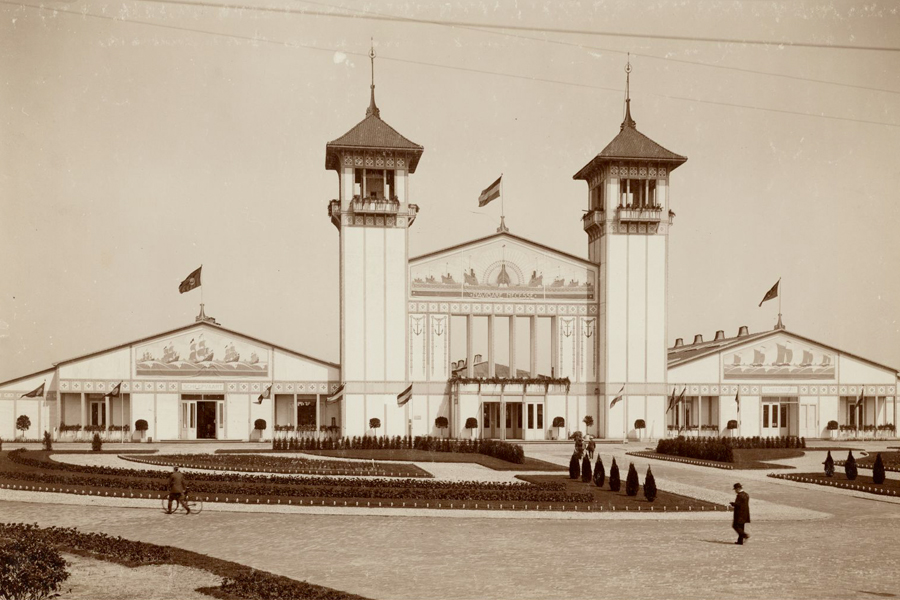
Entreegebouw Nederlandse Tentoonstelling op Scheepvaartgebied. Amsterdam-Noord, 1913

De Eerste Nederlandse Tentoonstelling op Scheepvaartgebied (ENTOS) was een tentoonstelling die in de zomer van 1913 werd gehouden op een terrein nabij het Tolhuis aan de noordzijde van het IJ in Amsterdam-Noord.
Het doel was het presenteren van de scheepvaart als bron voor nationale welvaart en Amsterdam als belangrijke haven, die sinds de opening van het Noordzeekanaal flinke groei liet zien. Met de groot opgezette tentoonstelling zocht men aansluiting bij de vermaarde universele wereldtentoonstellingen uit die tijd. Om mensen te trekken werden diverse vermakelijkheden aangeboden. Naast de te bezichtigen schepen waren er ook 18 exposities, waar veel rederijen zich presenteerden. Zo waren op de stand van de Hollandsche Stoomboot Maatschappij een emplacement en een complete Handelskade nagebouwd, waar schepen geladen en gelost werden. Aan de kade waren schepen van de rederij te bezichtigen, zoals De Amstelstroom, De Waalstroom, De Texelstroom, De Eemstroom en de Zaanstroom.
Er werden modellen van de modernste boten getoond, en er waren schilderijen en tekeningen van historische schepen. Daarnaast kon men kennis maken met de nieuwste snufjes op het gebied van scheepsmotoren. Tot slot waren er concerten en werden er roeiwedstrijden georganiseerd. Wekelijks was er een groot vuurwerk op zaterdagavond.
Voor de tentoonstelling moesten bijgebouwen van het Tolhuis plaats maken voor tijdelijke nieuwbouw. Architect Herman Walenkamp ontwierp het hoofdgebouw dat met twee torens het uiterlijk kreeg van een monumentaal gebouw. Hierachter lag een heel groot terrein met twee grote expositiehallen en restaurant. Op de plek waar nu de Van der Pekbuurt is gelegen, werd een groot attractiepark neergezet.
In zekere zin was de tentoonstelling een voorloper van het latere Sail, een evenement dat vanaf 1975 om de vijf jaar in Amsterdam plaatsvindt.
Er werd ook een ENTOS-lied gemaakt: Entos, Entos, wat zijn wij blij, scheepjes kijken aan de overkant van het IJ!
Speciaal voor de bezoekers voer een veerdienst vanaf een punt aan de westzijde van het Stationseiland, tegenover de Droogbak, rechtstreeks naar het festivalterrein.

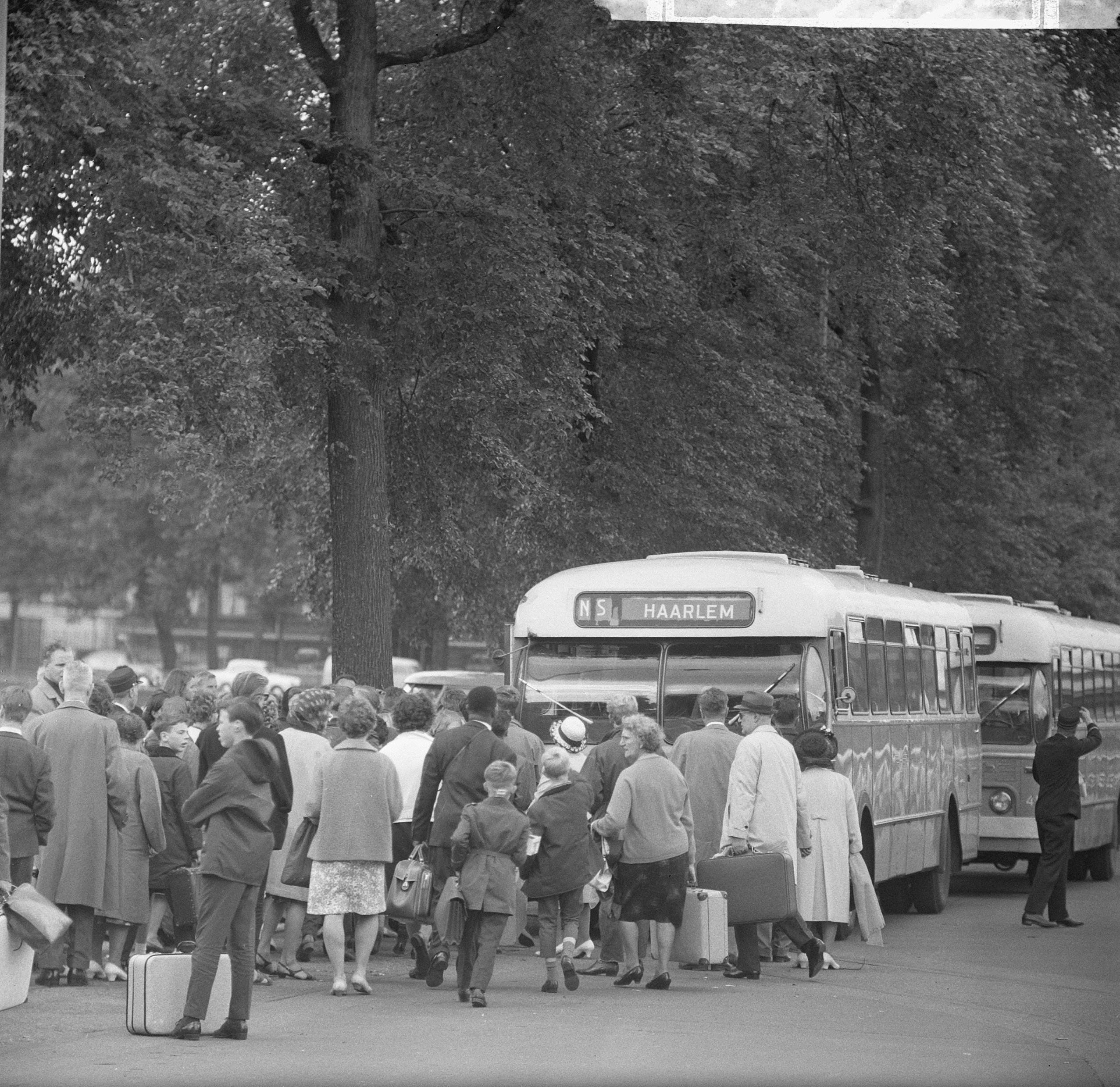
Entosspoor in 1965, tramsporen liggen rechts van de bus

Van dit grote evenement zijn amper nog sporen in het landschap te traceren. Het meest tastbare dat ENTOS lang naliet, waren tramsporen op het westelijke deel van het Stationsplein (ten westen van Brug 13) bij het Centraal Station. Deze waren aangelegd ten behoeve van de bezoekers waar extra trams konden worden opgesteld in aansluiting op de veerdienst. Het restant van deze sporen werd, tot zij werden opgebroken in de loop van de jaren tachtig, aangeduid als het "Entos-spoor" en was tot in 1986 ingebruik als busstandplaats voor het GVB , de KLM-busdienst en trein vervangende bussen. Daarna stond hier tot 2023 de Fietsflat.

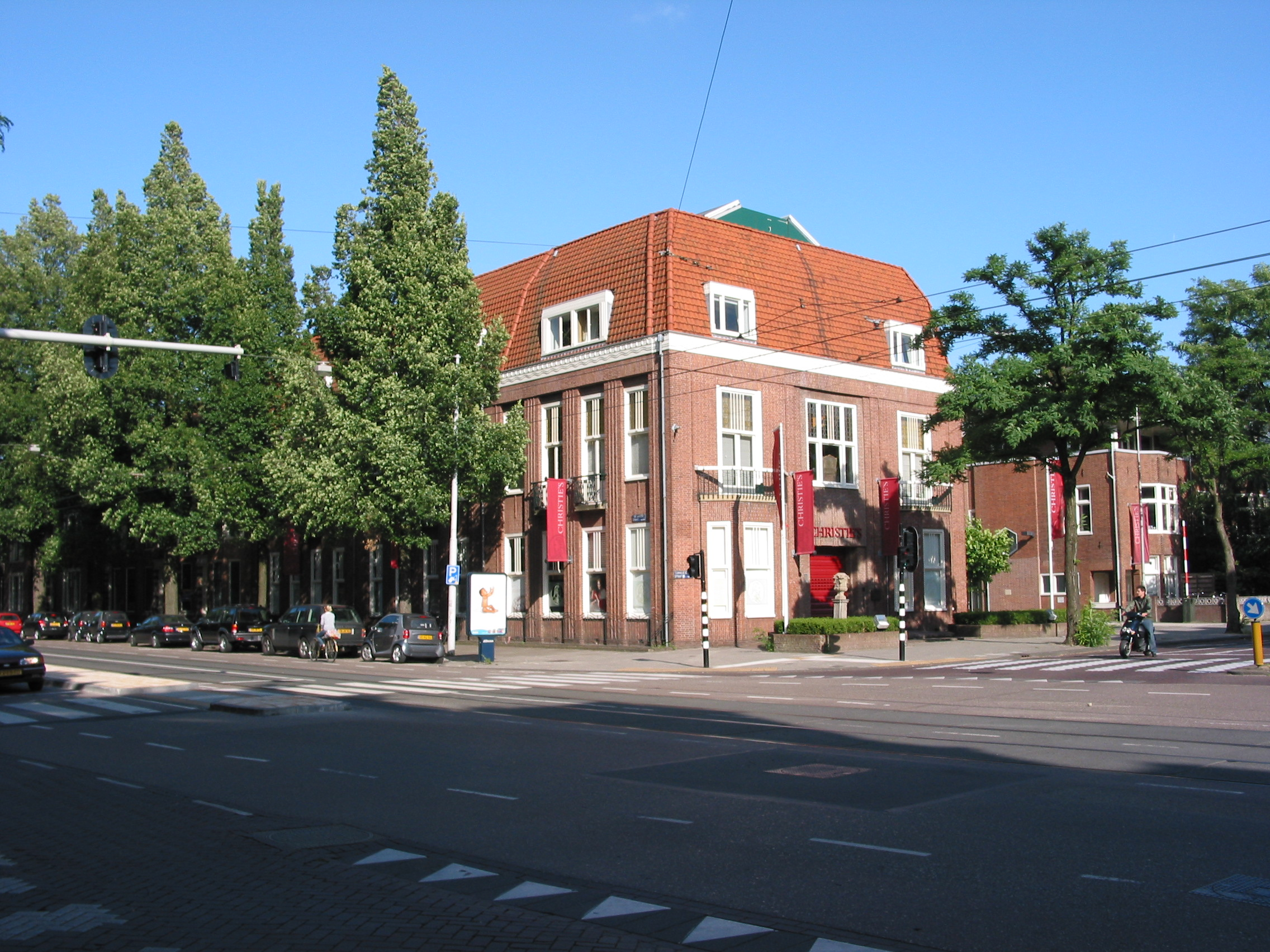
Pand gebouwd tussen 1917-1920 voor het Scheepvaartkundig Museum (thans veilinghuis)

Koningin Wilhelmina was na een van haar bezoeken aan de ENTOS zo onder de indruk, dat zij aanmoedigde om de collectie van historische voorwerpen ook na de ENTOS aan het publiek te tonen. Naar aanleiding hiervan werd een commissie opgericht bestaande uit enkele leden van het organisatiecomité zoals voorzitter Harm Smeenge en de reders Petrus Verschure en Daniël Goedkoop, enkele leden van de Historische Afdeling en andere heren uit de wereld van de scheepvaart. Het doel was de oprichting van een scheepvaartmuseum. Uiteindelijk heeft dit in 1916 geleid tot de oprichting van ‘de Vereeniging Nederlandsch Historisch Scheepvaart Museum’, die een collectie vormde. De eerste behuizing was gevestigd in de Lairessestraat hoek Cornelis Schuytstraat naar een ontwerp van G.F. La Croix in opdracht van projectontwikkelaar Heere van der Schaar Lzn. Het was meteen een van de meest vooraanstaande maritieme collecties van de wereld. In 1973 verhuisde het museum naar ‘s Lands Zeemagazijn op Kattenburg.